# 愛在黑暗中
《愛在黑暗中》是2025年4月16日至6月18日於日本電視台播出的週三連續劇。由志尊淳與岸井雪乃雙主演。
香港由Viu於2025年4月17日起獨家播出。

## 登場人物
中數字為年齡。

### 主要人物
- 設樂浩暉〈30〉：志尊淳

週刊雜誌「週刊新流」的自由記者。
- 筒井萬琴〈30〉：岸井雪乃

電視台新聞節目「Morning Fresh」的導播。

### 警視廳
- 小峰正聖〈30〉：白洲迅[2]

搜查一課刑警。萬琴與向葵的高中好友。
- 松岡慧〈38〉：濱野謙太[3]

麻布東警察署的鑑識員。
- 大和田夏代〈48〉：貓背椿[3]

刑警。正聖的搭檔。

### Morning Fresh
- 木下晴道〈24〉：小林虎之介[3]

新人導演。萬琴的後輩。
- 進藤荒太〈43〉：竹森千人

放送作家。
- 兒嶋一哉：兒嶋一哉[4]

節目主持人。
- 臼井啓二〈62〉：岡山一

資深攝影師。
- 藏前沙樹〈49〉：西田尚美[3]

製作人。
- 野田昇太郎〈55〉：田中哲司[3]

綜合導演。

### 週刊新流
- 尾高多江子〈50〉：山本未來

總編。

### 其他人物
- 內海向葵〈30〉：森田望智[2]

護士。萬琴的高中好友，個性開朗。曾是跟蹤騷擾事件的被害人。
- 設樂美久留〈27〉：齋藤飛鳥[5][6]（第1話・第5話 - 最終話）

浩暉家居住的神秘女子，實情是他同父異母的妹妹。
- 夏八木唯月〈24〉：望月步[3]

大和田夏代常用的外送服務「meal meat」的外送員。
- 三橋拓實〈30〉：名村辰

萬琴的同期、新聞局社會部記者。
- 設樂貫路〈53〉：萩原聖人[3]

神秘男子。後來得知他其實是浩暉的父親，十年前因殺害妻子久美子罪名而被逮捕。他被判處十年有期徒刑，去年12月從府中南監獄假釋出獄，此後一直下落不明。

## 製作團隊
- 劇本：渡邊真子[1]
- 配樂：末廣健一郎[1]
- 主題曲：WurtS「BEAT」（EMI Records / W's Project）[7]
- 導演：小室直子、鈴木勇馬[1]
- 製作人：鈴間廣枝、能勢莊志、松山雅則[1]
- 總製作人：道坂忠久[1]
- 制作協力：Total Media Communication[1]
- 製作著作：日本電視台[1]

## 播出日程
| 集數                                                       | 播出日期 | 日文標題 | 中文標題（Viu）   | 導演     | 收視率 |
| ---------------------------------------------------------- | -------- | -------- | ----------------- | -------- | ------ |
| 第1話                                                      | 4月16日  |          | 媒體的作用        | 小室直子 | 4.5%   |
| 第2話                                                      | 4月23日  |          | 採訪              | 小室直子 | 4.1%   |
| 第3話                                                      | 4月30日  |          | 他的秘密 她的決心 | 小室直子 |        |
| 第4話                                                      | 5月07日  |          | 守候              | 鈴木勇馬 |        |
| 第5話                                                      | 5月14日  |          | 後知後覺          | 鈴木勇馬 |        |
| 第6話                                                      | 5月21日  |          | 操控輿論          | 小室直子 |        |
| 第7話                                                      | 5月28日  |          | 保護vs破壞        | 鈴木勇馬 |        |
| 第8話                                                      | 6月04日  |          | 調組              | 小室直子 |        |
| 第9話                                                      | 6月11日  |          | 是故事 還是真相   | 鈴木勇馬 |        |
| 最終話                                                     | 6月18日  |          | 真相              | 小室直子 |        |
| （收視率由Video Research調查關東地區、家戶的即時統計資料） |          |          |                   |          |        |

## Hulu原創故事
第9集播出後，原創故事第一集《誰才是真正的真兇!？-Kino P、進藤＋唯月的大預想-》在Hulu上配信。第二集則在正篇最終回於電視播出後配信。

### 登場人物
- 木下晴道：小林虎之介[10]
- 進藤荒太：竹森千人[10]
- 夏八木唯月：望月步[10]
- 野田昇太郎：田中哲司[10]
- 筒井万琴：岸井雪乃[10]

### 製作團隊
- 劇本：渡邊真子[10]
- 配樂：末廣健一郎[10]
- 導演：松崎由衣[10]
- 總製作人：道坂忠久[10]
- 製作人：鈴間廣枝、能勢莊志、松山雅則[10]
- 製作協力：Total Media Communication[10]

## 外部連結
- 電視劇官方網站（日語）
  - 電視劇的X（前Twitter）
  - 電視劇的Instagram帳戶
  - 電視劇的TikTok

| 日本 日本電視台 週三連續劇                | 日本 日本電視台 週三連續劇            | 日本 日本電視台 週三連續劇 |
| ----------------------------------------- | ------------------------------------- | -------------------------- |
|                                           | 愛在黑暗中 （2025年4月16日－6月18日） |                            |
| 隔壁的護佐姐姐 （2024年1月10日－3月13日） | 花牌情緣－巡－ （2025年7月9日－）     |                            |